# Gainbridge Fieldhouse
Gainbridge Fieldhouse (dawniej znana jako Conseco Fieldhouse) – hala sportowa w amerykańskim mieście Indianapolis w stanie Indiana. Jest domową halą drużyn Indiana Pacers (NBA) oraz Indiana Fever (WNBA), a także kilka razy w roku Indiana Ice (USHL). Prawa do jej nazwy posiada oferująca usługi finansowe firma Conseco.
Budynek został zaprojektowany przez Ellerbe Becket, a koszt jego budowy wyniósł 183 miliony dolarów amerykańskich.
Conseco Fieldhouse zastąpiła arenę Market Square jako domową halę Indiana Pacers 6 listopada 1999 roku
W 2002 roku Conseco Fieldhouse był jednym z dwóch obiektów, w których odbywały się mistrzostwa świata w koszykówce mężczyzn. Poza tym miały w nim miejsce turnieje koszykówki mężczyzn Big Ten Conference (2002, 2004, 2006, 2008, 2011), SummerSlam WWE i liczne koncerty.

## Nagrody i wyróżnienia
Conseco Fieldhouse zyskała miano jednej z najlepszych aren sportowych na świecie, a także doskonałego miejsca do oglądania meczów koszykówki.
W latach 2005, 2006 i 2007 Conseco Fieldhouse była na pozycji 1. listy najlepszych aren NBA.
W 2006 roku Ultimate Sports Road Trip uznała arenę za najlepszy obiekt ze wszystkich czterech głównych lig: „W oparciu o nasze kryteria, Conseco Fieldhouse kolejny raz okazała się „najlepszą z najlepszych” w czterech głównych sportach. Wszystko w Conseco Fieldhouse zasługuje na najwyższą ocenę. Niesamowity obiekt w niesamowitym mieście”.
11 października 2004 roku hala ustanowiła rekord dla największej publiczności podczas zawodów pływackich w Stanach Zjednoczonych, które nie odbyły się w ramach igrzysk olimpijskich. Zawody oglądało wtedy 11 488 ludzi.

## Galeria

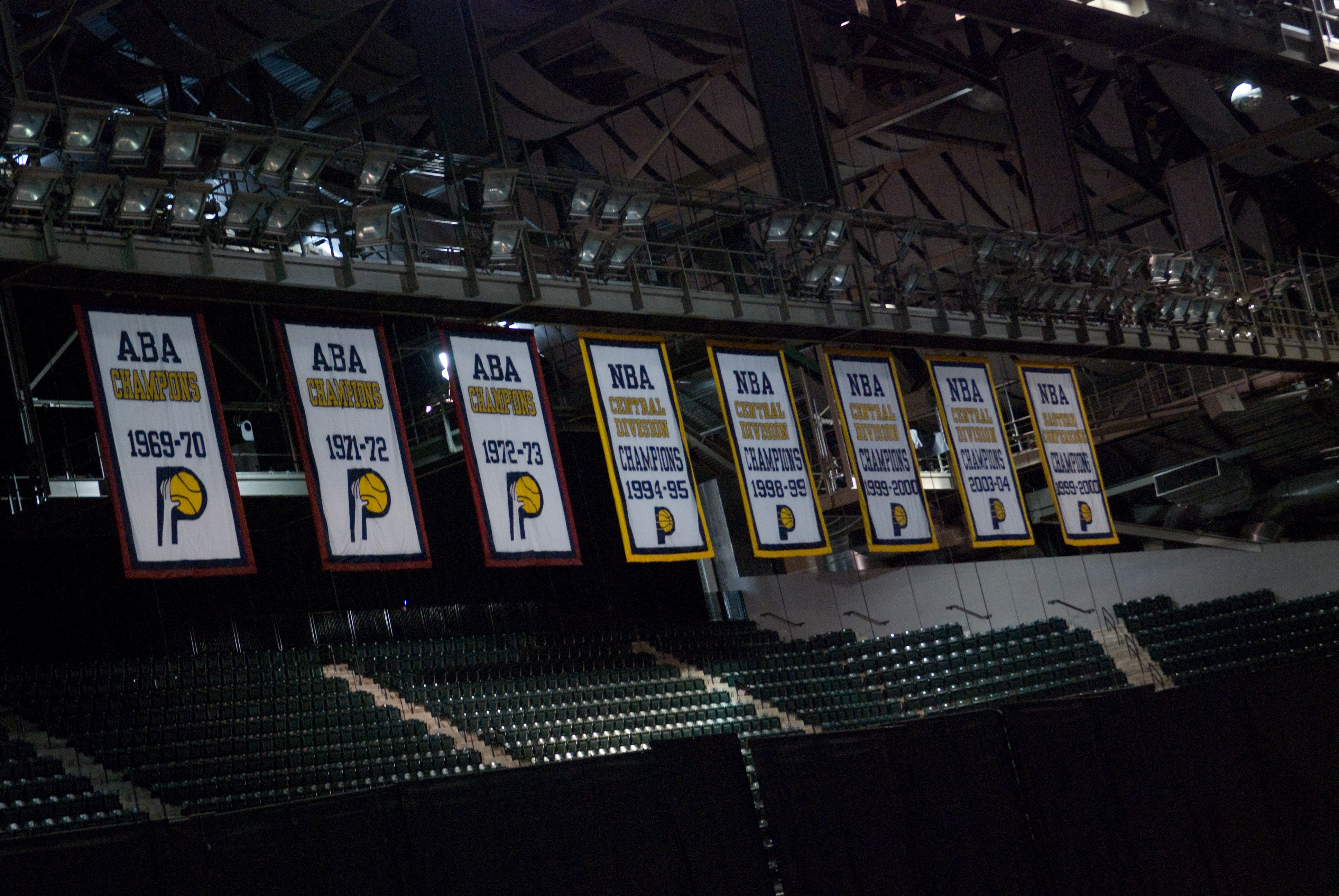
Wnętrze hali.
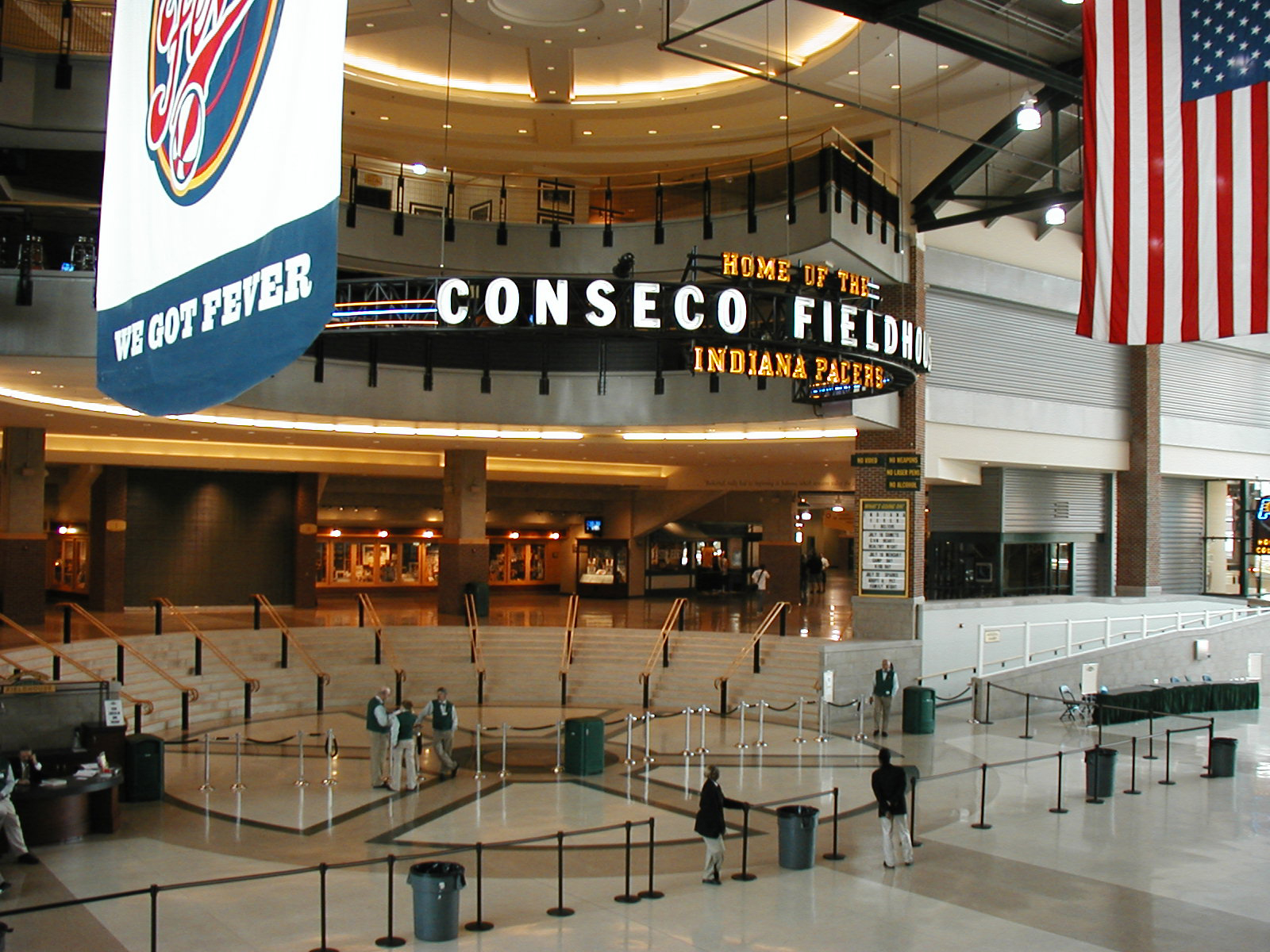
Lobby Conseco Fieldhouse.
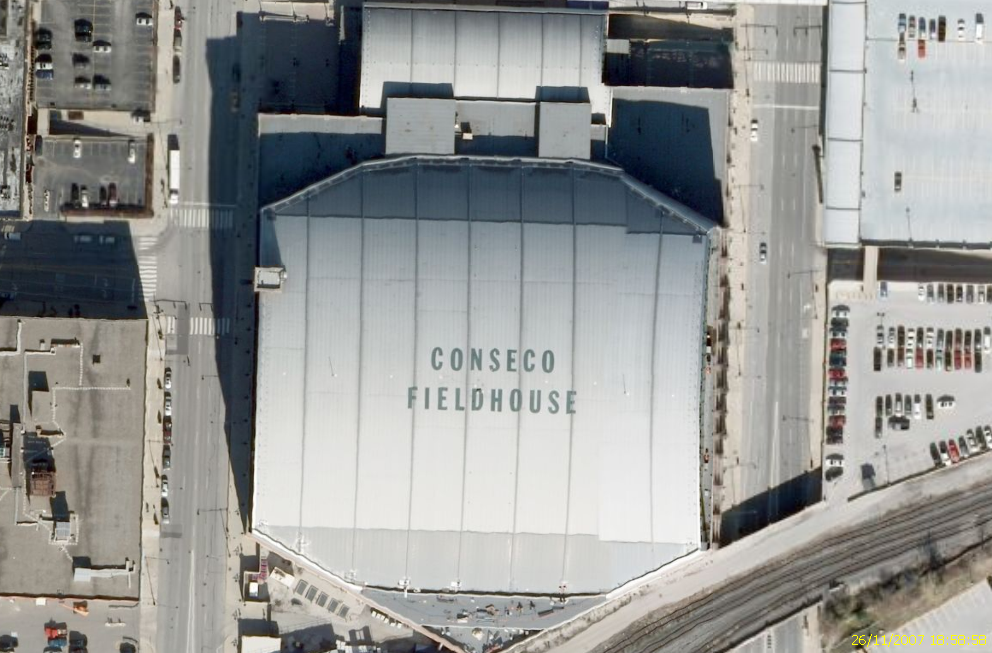
Satelitarny widok hali.